# 122 mm M1931/37 (A-19)
Il cannone da 122 mm M1931/37 (A-19) (in russo: 122-мм корпусная пушка обр. 1931/37 г. (А-19)) era un cannone da campagna sovietico, sviluppato tra la fine degli anni trenta incavalcando la bocca da fuoco del cannone da 122 mm M1931 (A-19) sull'affusto dell'obice da 152 mm M1937. Versioni veicolari del pezzo furono installate sui carri armati pesanti JS-2 e JS-3 e sul semovente d'artiglieria ISU-122.

## Storia

### Sviluppo
Nel 1936 l'Armata Rossa adottò il cannone da 122 mm M1931. Diversamente dai precedenti pezzi usati dall'esercito, esso era dotato di affusto ammortizzato a code divaricabili, quindi ad alta mobilità e con grande angolo di brandeggio. Questo affusto aveva tuttavia alcune carenze: il meccanismo di elevazione era lento ed inaffidabile, le ruote con semipneumatici pieni ne limitavano la velocità di traino e vi erano alcuni inconvenienti nella linea di produzione.
Subito dopo il M1931, l'Armata Rossa ricevette un altro nuovo pezzo d'artiglieria, il 152 mm M1937 (ML-20), sviluppato dall'Impianto N. 172, sotto la guida di Fyodor Petrov. Questo portò all'aggiornamento del M1931, gestito anch'esso dal bureau di progettazione di Petrov. La bocca da fuoco da 122 mm venne quindi incavalcata sul nuovo affusto del ML-20. Il nuovo pezzo venne testato con successo tra settembre ed ottobre 1938 ed il 29 aprile 1939 venne adottato come cannone di corpo d'armata 122 mm M1931/37. Come la vecchia variante, anche questa venne denominata anche A-19.
Il cannone fu usato nella seconda guerra mondiale, assegnato all'artiglieria di corpo d'armata e della Riserva del Comando Generale dell'Armata Rossa. Fu mantenuto in servizio per lungo tempo dopo la guerra.

### Produzione
Il cannone M1931/37 venne prodotto dall'Impianto Barrikadij di Stalingrado tra il 1939 ed il 1941 e dall'Impianto N. 172 tra il 1941 ed il 1946. Il numero di pezzi prodotti è stimato in 2.450 esemplari, esclusi i pezzi veicolari.
| Produzione del M1931/37s |                     |      |      |      |      |      |      |      |
| Anno                     | 1939                | 1940 | 1941 | 1942 | 1943 | 1944 | 1945 | 1946 |
| Pezzi prodotti           | 256 (inclusi M1931) | 469  | 442  | 385  | 414  | 160  | 245  | 206  |

### Impiego operativo
Entrambe le varianti del cannone, la M1931 e la M1931/37, avevano lo stesso ruolo nell'organizzazione dell'esercito, erano spesso usati insieme nella stessa unità ed i rapporti dal fronte raramente distinguevano l'uno dall'altro. Di conseguenza le informazioni relative ad organizzazione ed impiego si riferiscono indifferentemente ai due tipi, se non altrimenti specificato.

#### Armata Rossa
L'A-19 era originariamente destinato all'artiglieria di corpo d'armata, insieme al 152 mm M1937 ML-20. Nel 1941 esistevano tre diversi organigrammi per i reggimenti di artiglieria di corpo d'armata:
- due battaglioni da 152 mm M1937 (24 pezzi) ed un battaglione da 107 mm M1910/30 (12 pezzi),
- due battaglioni da 152 mm M1937 (24 pezzi) e due battaglioni da 122 mm o da 107 (24 pezzi),
- tre battaglioni da 152 mm M1937 (36 pezzi).

In settembre 1941 i corpi d'armata di fucilieri (fanteria) vennero sciolti e di conseguenza l'artiglieria di corpo d'armata cessò di esistere. I cannoni da 107 mm vennero quindi trasferiti alle unità della Riserva del Comando Generale, in reggimenti da 12, 18 o 24 pezzi o brigate da 36 pezzi. Quando nel 1943 il livello di corpo d'armata venne reintrodotto, i nuovi reggimenti di artiglieria di corpo d'armata schieravano 16-20 pezzi, che oltre al 122 mm includevano cannoni da 107 mm e obici da 152 mm. Al 1 giugno 1944 i corpi dell'Armata Rossa possedevano 387 A-19 (insieme a 750 pezzi da 107 mm e 152 mm), diventati 289 il 1 maggio 1945 (con 750 pezzi da 100 mm, 107 mm e 152 mm). Alcuni 122 mm vennero anche usati da unità di artiglieria della Riserva del Comando Generale (RVGK). A metà del 1941 un reggimento cannoni della RVGK allineava 48 A-19; in autunno 1941 l'unità venne riorganizzata in un nuovo, più piccolo reggimento da 18 pezzi. Dal 1942 vennero introdotte le brigate cannoni, con 36 A-19 ciascuna. Queste unità potevano essere parte di una divisione di artiglieria, un'enorme formazione con oltre 4 brigate di A-19 o ML-20 (con oltre 144 pezzi).
Il primo impiego operativo dell'A-19 avvenne nella battaglia di Khalkhin Gol, poi nella guerra d'inverno. Il 1 marzo 1940 c'erano al fronte 130 A-19, dei quali tre andarono perduti. A giugno 1941 l'Armata Rossa possedeva, secondo diverse fonti da 1.257 a 1.300 pezzi da 122 mm, che vennero usati per tutta la durata della Grande Guerra Patriottica.
L'A-19 era usato principalmente per il fuoco indiretto contro le fanterie nemiche, fortificazioni e punti chiave subito dietro le linee. Esso era dotato anche di munizioni perforanti per il fuoco diretto contro mezzi corazzati ed anche se penalizzato dalle sue dimensioni, dalla ridotta velocità di brandeggio e dalla bassa cadenza di tiro, nel 1943 esso era uno dei pochi cannoni efficaci contro i nuovi carri armati tedeschi.

#### Altri utilizzatori
Nelle prime fasi della Grande Guerra Patriottica centinaia di A-19 caddero nelle mani della Wehrmacht. Entrambe le versioni vennero immesse in servizio: il M1931 come 12,2 cm K 390/1(r) ed il M1931/37 come 12,2 cm K 390/2(r). I tedeschi utilizzarono in totale 424 di questi cannoni, sia come artiglieria da campagna che costiera, e ne misero in produzione le munizioni.
L'Esercito finlandese catturò 25 pezzi nel 1941 e li immise in servizio, con la denominazione 122 K/31 applicata indifferentemente ad entrambe le versioni. A causa della carenza di trattori d'artiglieria, essi vennero assegnati prevalentemente all'artiglieria costiera. Quattro pezzi andarono perduti; i rimanenti restarono in servizio anche dopo la guerra. Negli anni ottanta su alcuni pezzi le canne da 122 furono sostituite con quelle del ML-20; il pezzo risultante venne denominato 152 H 37-31. Alla fine dello stesso decennio tutti questi pezzi ed i rimanenti 122 K/31 ricevettero una nuova canna da 152 mm L/32 realizzata dalla Vammas, venendo ridenominati 152 H 88-31. Solo nel 2007 l'Esercito finlandese ha iniziato il ritiro dal servizio di questi pezzi
Gli A-19 vennero usati dall'Esercito polacco dell'Est nel 1944-1945 e rimasero in servizio nel dopoguerra. Nel 1952 l'Esercito polacco possedeva ancora 63 pezzi. Negli anni ottanta, per migliorarne la mobilità, sui cannoni polacchi vennero montate le ruote dell'autocarro KrAZ-255B e furono ridenominati 122 mm armata wz. 1931/37/85, ritirati dal servizio solo nel 2004.
Settantotto cannoni M1931/37 vennero forniti alla Jugoslavia. Altri utilizzatori furono la Siria, con 100 pezzi attualmente in posti in riserva, ed Egitto. La Cina acquistò alcuni pezzi nelle prime fasi della seconda guerra sino-giapponese.

## Tecnica

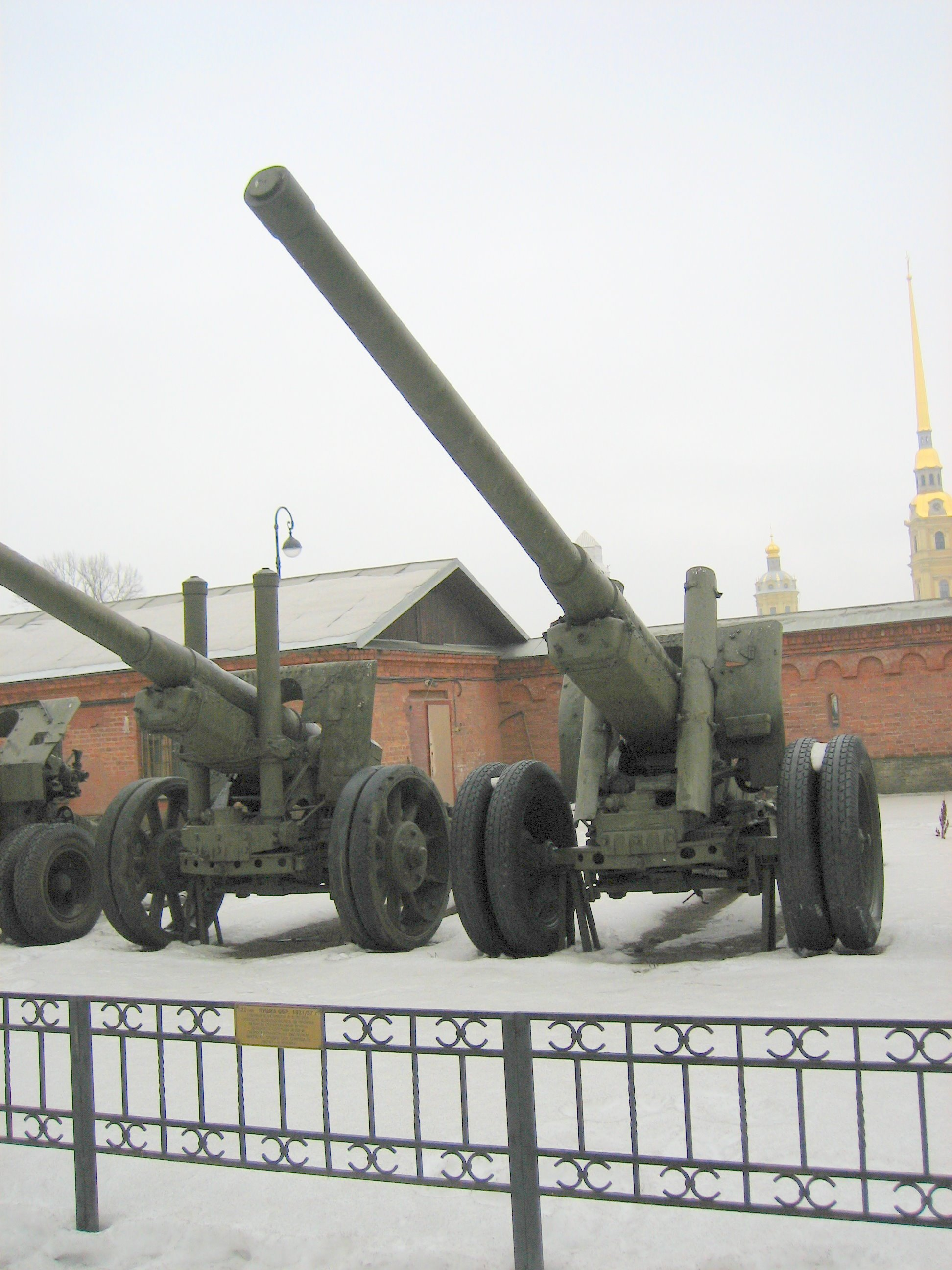
Un M1931/37 (sulla destra) vicino al suo predecessore M1931 (sulla sinistra), nel Museo di Artiglieria di San Pietroburgo.

Come il M1931, il M1931/37 aveva la canna era formata da un'anima interna ed una camiciatura esterna ed era avvitata alla culatta. L'otturatore era del tipo a vite interrotta, ripresa da quella del 152 mm M1910/37 ML-20. Diversamente dai primi prototipi, le canne di serie non avevano il freno di bocca. Il sistema di rinculo consisteva di un freno di sparo idraulico e di recuperatore idropneumatico, entrambi posti dentro la culla sotto la canna.
Il pezzo era montato sull'affusto scudato a code divaricabili del ML-20, dotato di sospensioni a balestra e ruote metalliche con pneumatici. L'affusto era dotato di equilibratore a molla. Il pezzo veniva trainato intero, come pezzo completo, previo arretramento della canna sulla coda; su brevi distanze ed a velocità di traino inferiori a 4–5 km/h la canna poteva essere mantenuta in posizione di sparo. Per il traino furono impiegati diversi tipi di trattori d'artiglieria: S-2 Stalinets-2, Komintern e, dal 1943, YA-12.

## Varianti

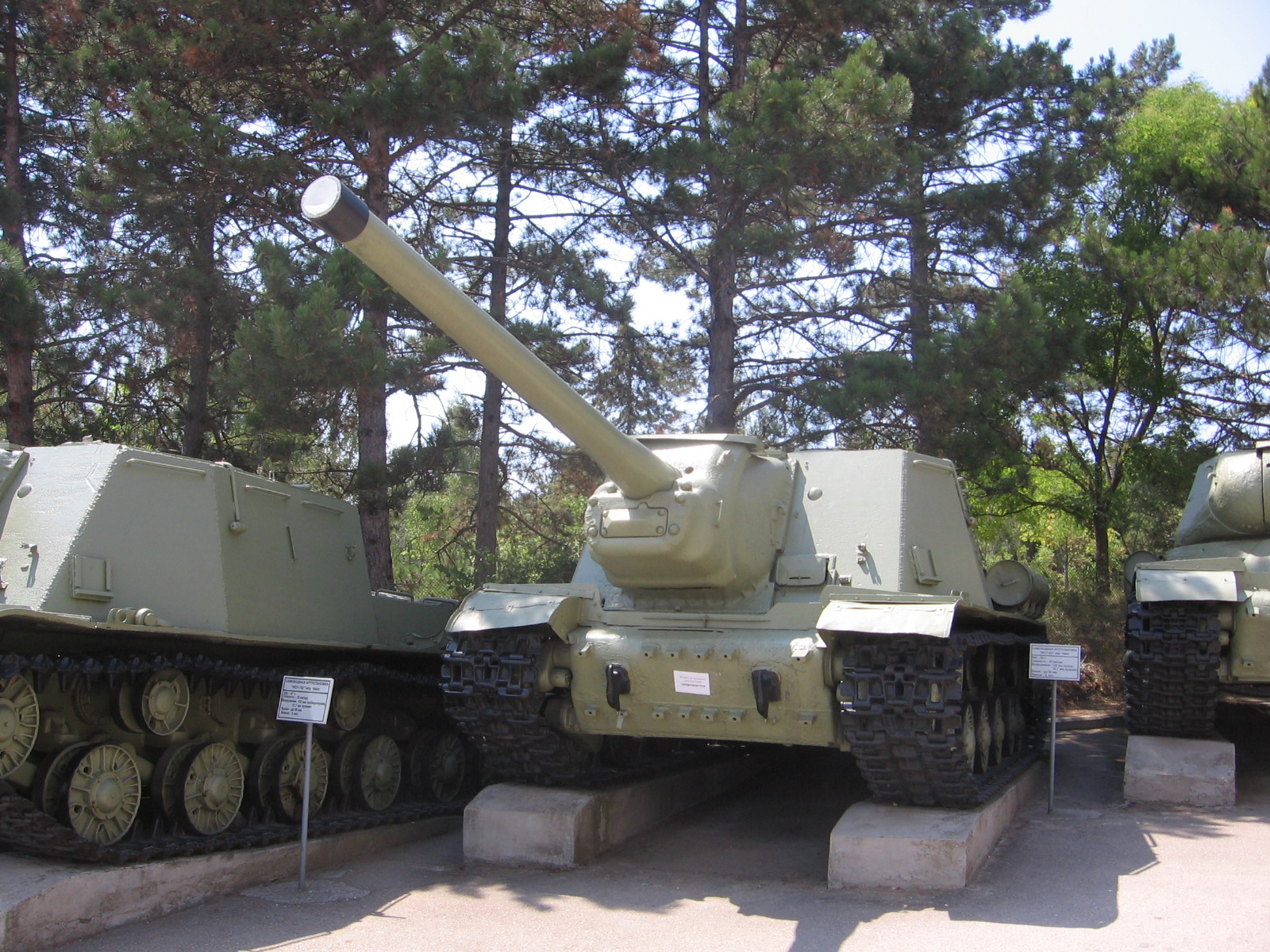
Un ISU-122 sfoggia il suo cannone A-19S.

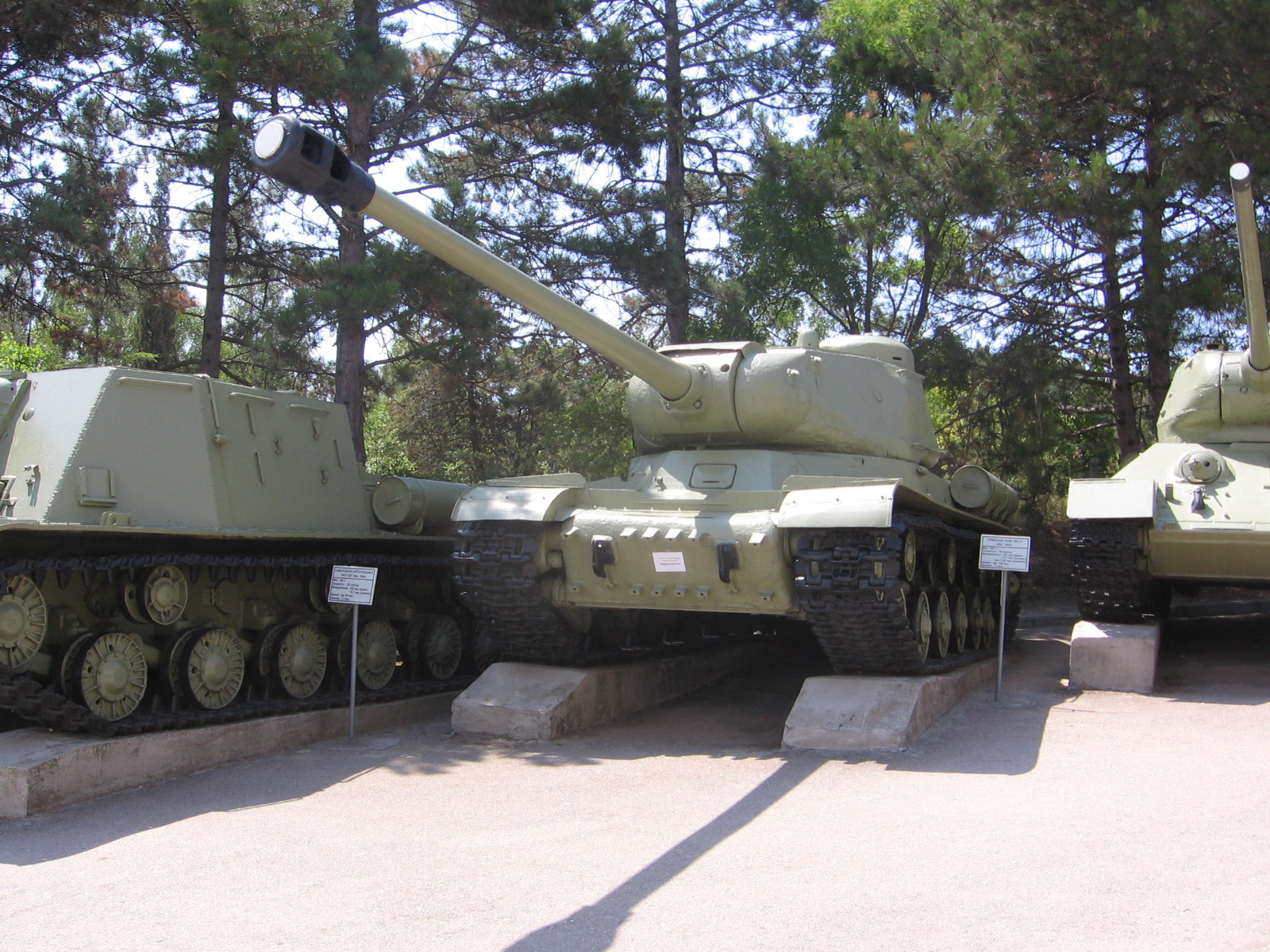
Un carro JS-2 con il cannone D-25T.

- A-19S - variante leggermente modificata del A-19 per il semovente d'artiglieria ISU-122.
- D-25 - nel 1943 fu sviluppato un cannone da carro basato sul A-19 per il nuovo carro JS, essendo i cannoni da 85 mm esistenti considerati insufficienti. Il prototipo risultante, IS-122, presentava alcuni problemi di sicurezza: il freno di bocca esplose, quasi uccidendo il Maresciallo dell'Unione Sovietica Kliment Efremovič Vorošilov. Il fatto causò iniziali resistenze all'adozione del pezzo, ma Stalin supportò la decisione di armare il carro che portava il suo nome con il pezzo da 122 mm. Il cannone venne riprogettato per aumentarne la sicurezza ed il pezzo risultante venne denominato D-25, analogo alla prima versione del 85 mm M1939 (52-K) antiaereo.
  - D-25T - variante da carro armato (la T sta per tankovaya, "da carro armato"). Negli ultimi giorni di novembre 1943, l'ufficio di Petrov testò il D-25 su un affusto usato per il cannone da carro da 85 mm D-5T contro un carro Panther di preda bellica. Le prove furono effettuate nel poligono di Kubinka, 60 km a ovest di Mosca; sparando dalla distanza di 1.200 m il proietto perforò la piastra frontale, attraversò il blocco motore e penetrò nella piastra posteriore[15]. Dopo il travolgente successo di queste prove, nelle settimane seguenti furono introdotti i necessari adattamenti ed il pezzo venne adottato il 31 dicembre 1943 come D-25T. La produzione di serie iniziò immediatamente per equipaggiare il JS-2.
  - D-25S - variante usata sui ISU-122 di ultima produzione. La S stava per samokhodnaya, "semovente". La variante di ISU-122 armata con questo cannone venne indicata come ISU-122S.
- 152 H 88-31 - variante modernizzata finlandese con bocca da fuoco calibro 152 mm.
- 122 mm armata wz. 1931/37/85 -versione modernizzata polacca.

## Munizionamento
L'A-19 sparava munizioni separate a cartoccio bossolo, con 4 cariche propellenti progressive: piena, N. 1, N. 2 e N. 3 (la più piccola). Oltre alle proprie munizioni da cannone, l'A-19 poteva utilizzare anche le granate da obice da 122 mm, che tuttavia erano meno resistenti e non dovevano essere usate a carica piena; l'uso delle granate da obice in ferro acciaioso O-460A e O-462A era proibito. La massima prestazione in tempo di guerra tra i proiettili "classici" del tipo AP era data dal BR-471B, del tipo Armour Piercing High Explosive Ballistic Capped, peraltro la munizione a carica cava BR-488 (che nella denominazione seguiva la sigla BR dei proiettili perforanti) otteneva risultati ancora migliori, con dati di 350 mm di acciaio omogeneo inclinati di 45° perforati su qualsiasi distanza. l'utilizzo dei proiettili a carica cava imponeva l'uso della carica di lancio N°2.
|  | Munizionamento disponibile                     |         |          |                    |                           |             |
|  | Tipo                                           | Modello | Peso, kg | Peso carica HE, kg | Velocità alla volata, m/s | Gittata, km |
|  | Proiettili perforanti                          |         |          |                    |                           |             |
|  | HEAT (dal 1944)                                | BR-488  | 22,5     | 8,0                | 820                       | 7,500       |
|  | АРНЕ                                           | BR-471  | 25,0     | 0,156              | 917                       | 4,500       |
|  | АРНЕВС (dall'inizio del 1945)                  | BR-471B | 25,0     |                    | 895                       | 4,000       |
|  | Proietti ad alto esplosivo ed a frammentazione |         |          |                    |                           |             |
|  | HE-Frammentazione, da cannone                  | OF-471H | 25,0     | 3,8                | 800                       | 19,800      |
|  | HE-Frammentazione, da cannone                  | OF-471  | 25,0     | 3,6                | 800                       | 19,800      |
|  | HE-Frammentazione, da obice                    | OF-462  | 21,7     | 3,67               | 765 (charge no. 1)        | 16,600      |
|  | HE-Frammentazione, da cannone                  | OF-471В |          |                    |                           |             |
|  | HE-Frammentazione, da cannone                  | OF-472  |          |                    |                           |             |
|  | Proietti antibunker                            |         |          |                    |                           |             |
|  | Antibunker, da cannone                         | G-471   | 25,0     | 2,2                | 800                       | 20,400      |
|  | Proietti a caricamento chimico                 |         |          |                    |                           |             |
|  | Frammentazione-chimica, da cannone             | OH-471  | 25,0     |                    | 800                       | 19,800      |
|  | Chimica, da obice                              | H-462   | 21,8     |                    | 705 (carica N. 2)         | 19,800      |

| Capacità di penetrazione |                          |                          |  |
| АРНЕВС BR-471B           |                          |                          |  |
| Distanza, m              | Angolo d'impatto 60°, mm | Angolo d'impatto 90°, mm |  |
| 500                      | 160                      | 170                      |  |
| 1.000                    | 145                      | 160                      |  |
| 1,500                    | 110                      | 140                      |  |
| 2.000                    | 100                      | 125                      |  |
| 3.000                    | 85                       | 105                      |  |
| APHE BR-471              |                          |                          |  |
| Distanza, m              | Angolo d'impatto 60°, mm | Angolo d'impatto 90°, mm |  |
| 500                      | 120                      | 150                      |  |
| 1.000                    | 105                      | 130                      |  |
| 1.500                    | 95                       | 115                      |  |
| 2,000                    | 80                       | 100                      |  |
| 3.000                    | 65                       | 75                       |  |